# 吳濤 (宋朝)
吳濤（?—?），字德邵，崇仁（今属江西）人。
吴沆之兄長。好吟詩，吴沆的《环溪诗话》存录其作品，钱鍾书在《宋诗选注》介紹吳濤的作品，並稱《绝句》是“一首写春深夏浅、乍暖忽寒的情味，倒是极新颖的。”